# Percote

Situación aproximada de la antigua Percote, en la costa del Helesponto.

Percote (en griego, Περκώτη) era una antigua colonia griega del Helesponto que fue mencionada por Homero en el catálogo de los troyanos de la Ilíada.
Se encontraba a orillas del mar, puesto que en otro pasaje de la Ilíada se menciona como un lugar donde Ifidamante, hijo de Antenor, había dejado sus naves.
Es citada por Heródoto, que dice que fue una de las ciudades conquistadas por un ejército persa bajo el mando de Daurises, el año 498 o 497 a. C. junto con Dárdano, Abidos, Peso y Lámpsaco —cada día conquistaba una.
Es citada también como una ciudad que fue asignada a Temístocles por los persas, durante el exilio de este, para proporcionarle tapicería.
Perteneció a la Liga de Delos, puesto que aparece en registros de tributos a Atenas entre los años 454/3 y 430/29 a. C. como ofrecidos por Percote (Περκότη) y entre los años 451/0 y 433/2 a. C. como ofrecidos por antiguos percosios (Παλαιπερκόσιος). Al parecer, hubo dos asentamientos que llegaron a coincidir en el tiempo: una antigua Percote, que estaba a orillas del mar, ubicada en un lugar diferente de la nueva Percote, que estaría en el valle del río Practio, donde parte de población de la antigua ciudad se habría trasladado para protegerse de invasiones.
Percote es mencionada también en las Argonáuticas de Apolonio de Rodas, como uno de los lugares atravesados por la mítica expedición de los argonautas, por Jenofonte, como lugar donde anclaron las naves del espartano Antálcidas y por Arriano de Nicomedia como uno de los lugares por donde pasó Alejandro Magno.